# 보안경찰 (나치 독일)
보안경찰(독일어: Sicherheitspolizei; SiPo 지허하이츠폴리차이; 지포[*])는 나치 독일 시기 공안 및 형사사건을 담당한 경찰이다. 1936년에서 1939년 사이에 존재했으며, 비밀국가경찰과 형사경찰의 인원들을 합해 만들었다. 공식 기관으로서의 보안경찰은 1939년 국가보안본부에 흡수되었지만 그 이름은 제2차 세계 대전 종전까지 관습적으로 사용되었다.